# Kreol- und Pidginsprachen
Unter Kreol- und Pidginsprachen (ISO-639-5-Code [crp], ISO-Bezeichnung creoles and pidgins) werden alle Sprachen erfasst, die im Zuge der Kreolisierung weltweit entstanden sind.
Als Kreolsprache werden dabei solche Sprachen eingeordnet, deren Sprecher sie als Muttersprache sprechen. Als Pidginsprache werden von der ISO diejenigen Sprachen gesehen, die von ihren Sprechern nur als Zweitsprache genutzt werden, also meistens als Kontakt-, Verkehrs- oder Handelssprache.
Basiert ein Kreol oder Pidgin maßgeblich nur auf einer Sprache, so wird es dieser zugeordnet. Die ISO definiert für englischbasierte Kreol- und Pidginsprachen ([cpe], creoles and pidgins, English-based), französischbasierte Kreol- und Pidginsprachen ([cpf], creoles and pidgins, French-based) sowie portugiesischbasierte Kreol- und Pidginsprachen ([cpp], creoles and pidgins, Portuguese-based) eigene Codes (siehe Liste der ISO-639-5-Codes).

## Englischbasierte Kreol- und Pidginsprachen
Englischbasierte Kreol- und Pidginsprachen finden sich in folgenden Aufstellungen:
- Liste der Kreolsprachen #Kreolsprachen mit englisch-basiertem Wortschatz
- Liste der Pidginsprachen #Mit englisch-basiertem Wortschatz

## Französischbasierte Kreol- und Pidginsprachen
Französischbasierte Kreol- und Pidginsprachen finden sich in folgenden Aufstellungen:
- Liste der Kreolsprachen #Kreolsprachen mit französisch-basiertem Wortschatz
- Liste der Pidginsprachen #Mit französisch-basiertem Wortschatz

## Portugiesischbasierte Kreol- und Pidginsprachen
Portugiesischbasierte Kreol- und Pidginsprachen finden sich in folgenden Aufstellungen:
- Liste der Kreolsprachen #Kreolsprachen mit portugiesisch-basiertem Wortschatz
- Liste der Pidginsprachen

## Deutschbasierte Kreol- und Pidginsprachen
- Kreol: Unserdeutsch (Rabaul)
- Pidgin: Küchendeutsch (Namibia)